# Cercle vertical
Pour les articles homonymes, voir Cercle (homonymie).

Les quatre points solaires sur la sphère céleste. PS est le point solaire, PSS est le point subsolaire, PA est le point anthélique, PAS est le point antisolaire. L'angle a est l'azimut du Soleil, mesuré depuis le nord, et l'angle h est la hauteur du Soleil sur l'horizon.

En astronomie, un cercle vertical ou un vertical est un grand cercle de la sphère céleste qui est perpendiculaire au plan de l'horizon et passe par la verticale, qui relie le zénith au nadir.

## Exemples de cercles verticaux
Le premier vertical est le cercle vertical qui passe par les points est et ouest de l'horizon.
Le vertical d'un astre est celui qui passe par le centre de l'astre observé.

## Points remarquables du vertical du Soleil

### Points solaires
Les points solaires désignent quatre points particuliers de la sphère céleste en relation avec la position apparente du Soleil. Ils sont situés sur le cercle solaire vertical, c'est-à-dire le grand cercle passant par le zénith et le centre du Soleil. Ces quatre points sont :
- le point solaire situé au centre apparent du Soleil;
- le point subsolaire situé à l'azimut du Soleil et à une hauteur opposée à celle du Soleil. Ce point situé sur la sphère céleste ne doit pas être confondu avec le point subsolaire à la surface d'une planète qui désigne le point de cette planète où le soleil se trouve au zénith;
- le point anthélique situé à la même hauteur que le Soleil, et à 180° d'azimut de celui-ci;
- le point antisolaire (ou point subanthélique) situé à l'opposé du Soleil.

Ces quatre points définissent, en outre, deux cercles :
- le cercle parhélique, petit cercle parallèle à l'horizon et passant par le point solaire et le point anthélique. C'est aussi l'almicantarat du soleil ;
- le cercle subparhélique, petit cercle parallèle à l'horizon et passant par le point subsolaire et le point antisolaire. C'est dans ce cas l'almicantarat du point antisolaire.

Les quatre points solaires permettent de localiser différents phénomènes optiques atmosphériques liés au Soleil, comme les halos autour du point solaire, la gloire, l'heiligenschein ou l'effet d'opposition au point anti-solaire, le sous-soleil, ou encore l'arc parhélique le long du cercle du même nom.

### Points neutres
Le plan vertical du Soleil contient, de plus, trois points neutres.
Mis en évidence au XIXe siècle, ils sont désignés en l'honneur de leurs découvreurs respectifs :
- le point d'Arago, découvert par François Arago, est situé à 20 degrés environ au-dessus du point antisolaire[TERMIUM PLus 1],[Villeneuve 1980 1] ;
- le point de Binet, découvert par Jacques Binet, situé à environ 15 à 20 degrés au-dessus du Soleil[Villeneuve 1980 2] ;
- le point de Brewster, découvert par David Brewster, est situé à environ 15 à 20 degrés au-dessous du Soleil[TERMIUM PLus 2],[Villeneuve 1980 3].

Ils sont aujourd'hui interprétés dans le cadre de la théorie du transfert radiatif de Subrahmanyan Chandrasekhar.